# Прогнозирующее кодирование
Прогнозирующее кодирование — это теория нейробиологии и когнитивных наук, согласно которой мозг постоянно генерирует прогнозы сенсорных сигналов и обновляет эти прогнозы на основе фактических данных. Эта теория предполагает, что восприятие является результатом постоянного сопоставления прогнозов мозга с реальными сенсорными данными и минимизации ошибок прогнозирования. Прогнозирующее кодирование тесно связано с Байесовскими подходами и теоремой Байеса.

## История развития
Идея прогнозирующего кодирования имеет глубокие корни в истории науки. В 1860 году немецкий физиолог Герман фон Гельмгольц предложил концепцию «бессознательного вывода», согласно которой восприятие основано на догадках и предположениях, которые мозг формирует на основе неполных сенсорных данных.
В 1981 году Джеймс Макклелланд и Дэвид Румельхарт разработали модель параллельной обработки информации, где восприятие определяется взаимодействием восходящих (сенсорных) и нисходящих (концептуальных) процессов.
В 1999 году Раджа Рао и Дана Баллард представили вычислительную модель прогнозирующего кодирования для визуальной системы, которая объясняет активность нейронов как результат сравнения прогнозов и сенсорных сигналов.

## Нейронная теория прогнозирующего кодирования
Прогнозирующее кодирование предполагает, что мозг структурирован иерархически. Высшие уровни иерархии формируют прогнозы о сенсорной информации, которая поступает от низших уровней. Эти прогнозы сравниваются с реальными сенсорными данными, поступающими на низшие уровни, и расхождения между прогнозом и реальными данными формируют ошибки прогнозирования.
Ошибки прогнозирования затем отправляются обратно на высшие уровни, чтобы обновить и уточнить прогнозы. Этот процесс позволяет мозгу постоянно адаптировать свои внутренние модели мира для минимизации ошибок прогнозирования.

## Байесовские подходы и теорема Байеса
Прогнозирующее кодирование тесно связано с Байесовскими подходами к функционированию мозга. Эти подходы основываются на теореме Байеса, которая позволяет обновлять вероятность гипотезы на основе новых данных. Теорема Байеса выражается следующим образом:
{\displaystyle P(H|E)={\frac {P(E|H)\cdot P(H)}{P(E)}}}
где:
- {\displaystyle P(H|E)} — апостериорная вероятность гипотезы {\displaystyle H} после получения данных {\displaystyle E},
- {\displaystyle P(E|H)} — вероятность наблюдения {\displaystyle E} при условии истинности гипотезы {\displaystyle H},
- {\displaystyle P(H)} — априорная вероятность гипотезы {\displaystyle H},
- {\displaystyle P(E)} — общая вероятность наблюдения {\displaystyle E}.

## Происхождение
В конце 1990-х годов Раджа Рао и Дана Баллард воплотили идею обработки данных сверху вниз и снизу вверх в вычислительную модель зрения. Их статья продемонстрировала, что может существовать генеративная модель сцены (нисходящая обработка), которая получает обратную связь через сигналы ошибок. Это приводит к обновлению прогноза, что помогает мозгу более точно предсказывать сенсорный ввод.
В 2004 году Рик Груш предложил модель нейронной перцептивной обработки, согласно которой мозг постоянно генерирует предсказания на основе генеративной модели (которую Груш назвал "эмулятором") и сравнивает это предсказание с фактическим сенсорным вводом. Затем разница, или "сенсорный остаток", будет использована для обновления модели, чтобы получить более точную оценку воспринимаемой области. По мнению Груша, сигналы "сверху вниз" и "снизу вверх" будут объединены таким образом, чтобы учитывать ожидаемый шум (он же неопределенность) в восходящем сигнале, так что в ситуациях, когда известно, что сенсорный сигнал менее надежен, нисходящий прогноз будет иметь больший вес, и наоборот.

## Общая структура
Прогностическое кодирование изначально разрабатывалось как модель сенсорной системы, в которой мозг решает проблему моделирования отдаленных причин сенсорного ввода с помощью  байесовского вывода. Предполагается, что мозг поддерживает активную внутреннюю репрезентацию отдаленных причин, которые позволяют ему прогнозировать сенсорные сигналы. Сравнение прогнозов и сенсорных сигналов позволяет измерить разницу (например, ошибку прогнозирования), которая при значительном превышении ожидаемого статистического шума приводит к обновлению внутренней модели для лучшего предсказания в будущем.
Если модель точно предсказывает сенсорные сигналы, активность на более высоких уровнях нейтрализует активность на более низких уровнях, и внутренняя модель остаётся неизменной. Таким образом, прогностическое кодирование переворачивает традиционный взгляд на восприятие как на процесс, направленный снизу вверх, предполагая, что восприятие во многом ограничивается предыдущими предсказаниями.
Ошибки прогнозирования могут использоваться как для определения отдаленных причин, так и для их изучения посредством нейронной пластичности. Эта идея также присутствует в других теориях нейронного обучения, таких как разреженное кодирование.

## Прецизионное взвешивание
Точность сенсорных сигналов определяется их предсказуемостью, основанной на шуме сигнала и других факторах. Оценка точности позволяет эффективно минимизировать ошибки прогнозирования, взвешивая сенсорные сигналы и прогнозы в соответствии с их надёжностью. Например, уровень шума в визуальном сигнале меняется между рассветом и сумерками, поэтому сенсорным ошибкам при дневном свете придаётся большее значение, чем в темноте.

## Активный вывод
Принцип минимизации ошибок прогнозирования также применяется к поведению. В этой схеме активного вывода двигательные действия представляют собой нисходящие проприоцептивные предсказания. Действия корректируются таким образом, чтобы сенсорная информация соответствовала этим предсказаниям, минимизируя ошибки проприоцептивного прогнозирования.

## Применение прогнозирующего кодирования

### Восприятие
Прогностическое кодирование успешно применяется для объяснения процессов восприятия, особенно в зрительной системе.

### Интероцепция
Модели прогнозирующего кодирования также используются для объяснения интероцепции — восприятия внутренних состояний организма.

### Информатика
Теория прогнозирующего кодирования активно применяется в машинном обучении и смежных областях для создания более эффективных моделей репрезентативного обучения.

## Универсальность
Гипотеза предсказательного кодирования привлекает внимание своей высокой объяснительной силой. Она объединяет восприятие и моторный контроль как части единого вычислительного процесса. В обоих случаях мозг минимизирует ошибки прогнозирования, но делает это разными способами. В восприятии корректируется внутренняя модель, а в моторном контроле — реальная среда.
Эксперименты в области управления восприятием и моторикой дают убедительные доказательства гипотезы предсказательного кодирования. Например, в исследовании, опубликованном в журнале Neuroscience , испытуемые прочитали слово «kick» («удар») на экране, а затем услышали искажённую запись слова «pick» («выбери»), звучащую как громкий шёпот. Многие участники всё равно слышали «kick», а МРТ-сканирование показало, что мозг наибольшее внимание уделял начальным звукам «k» и «p», что было связано с ошибкой прогнозирования. Если бы мозг просто воспринимал слова, то наибольший сигнал должен был бы быть связан с «pick», так как это слово было представлено как на экране, так и в аудио.
Исследования продолжают развивать теорию предсказательного кодирования за пределы восприятия и движения. Например, Карл Фристон утверждает, что эта гипотеза может объяснить высшие когнитивные процессы, включая внимание и принятие решений. Недавние вычислительные работы над префронтальной корой головного мозга включают предсказательное кодирование в такие процессы, как рабочая память и целенаправленное поведение. Также недавнее исследование показало, что перегрузка рабочей памяти может нарушить синхронизацию работы мозга, что подтверждает важность прогностического кодирования в поддержании когнитивных функций .
Некоторые учёные предполагают, что эмоции и настроения могут быть объяснены через предсказательное кодирование: эмоции могут быть состояниями, которые мозг генерирует для минимизации ошибки прогнозирования внутренних сигналов, таких как температура тела, частота сердечных сокращений или кровяное давление. Например, если мозг распознаёт возбуждение, он понимает, что все эти факторы начинают увеличиваться, что может привести к повышению давления.
Большая часть исследований в этой области сосредоточена на том, как предсказательное кодирование может объяснить психоневрологические расстройства и нарушения развития. Как отметил Карл Фристон: «Если мозг — это машина для вывода, орган статистики, то, когда что-то идёт не так, он совершит те же ошибки, что и статистик: будет делать неправильные выводы, уделяя слишком много или слишком мало внимания либо прогнозам, либо ошибкам в прогнозах».
Аутизм, например, может быть связан с неспособностью игнорировать ошибки прогнозирования, возникающие на самых низких уровнях обработки сенсорных сигналов. Это может привести к проблемам с восприятием ощущений, потребности в повторении и предсказуемости, а также чувствительности к определённым иллюзиям и эффектам. В противоположность этому, в случаях, связанных с галлюцинациями, таких как шизофрения, мозг может уделять слишком много внимания собственным прогнозам о происходящем и игнорировать сенсорную информацию, которая им противоречит. Однако учёные предупреждают, что аутизм и шизофрения слишком сложны, чтобы их можно было объяснить одной теорией. Недавние исследования, опубликованные в *Nature*, подтверждают, что предсказательное кодирование также может быть использовано для объяснения нейробиологических основ психоневрологических расстройств, таких как шизофрения .
В лабораторных экспериментах, проведённых Корлеттом, было показано, что можно создать новые «убеждения» у здоровых испытуемых, которые побуждают их «галлюцинировать» стимулы, которые они ранее воспринимали. Например, в одном из экспериментов участники ассоциировали тон с визуальным рисунком, и они продолжали слышать этот тон, даже когда звука не было.
Учёные продолжают исследовать, как эти убеждения могут влиять на восприятие, что даёт новые доказательства того, что восприятие и познание не так сильно разделены, как предполагалось ранее. Новые убеждения могут изменить то, как вы воспринимаете мир, но эти доказательства пока ещё не достаточно убедительны.

## Критика прогнозирующего кодирования
Одной из главных проблем при тестировании прогнозирующего кодирования является неточность в понимании процесса минимизации ошибок прогнозирования. Важно определить, что именно представляет собой сигнал ошибки и как он вычисляется на каждом уровне обработки информации.
Будущие исследования могут сосредоточиться на выявлении нейрофизиологических механизмов прогнозирующего кодирования и создании более точных вычислительных моделей.
Несмотря на широкую популярность, теория прогнозирующего кодирования сталкивается с рядом критических замечаний. Одной из основных проблем является то, что экспериментальные результаты часто подтверждают прогнозирующую обработку, но не всегда являются её уникальным объяснением. Некоторые учёные утверждают, что другие теории также могут интерпретировать эти результаты.
Как отмечает нейробиолог Георг Келлер из Института биомедицинских исследований имени Фридриха Мишера в Швейцарии:
 «Теория широко признана в научных кругах, но в области системной нейробиологии она всё ещё немного не признана».
Георг Келлер и его коллеги провели исследование, опубликованное в журнале Neuron, в котором наблюдали за поведением нейронов у мышей в необычных условиях. Исследователи случайно перевернули направления виртуального мира при обучении мышей видеоигре. В результате они обнаружили, что по мере адаптации мышей к изменённым правилам сигналы в мозге менялись медленно. Если бы нейронные сигналы были простыми сенсорными представлениями, они бы немедленно подстроились под новую виртуальную среду. Это открытие говорит о том, что нейроны участвуют в предсказании визуального потока на основе движений:
«Речь идёт о предсказании визуального потока при заданном движении», — заявил Энди Кларк.
Исследования, проведённые на макаках, также предоставляют доказательства в пользу прогнозирующего кодирования. Нейроны в более низких отделах обработки лиц кодируют детали, связанные с ориентацией лица, тогда как нейроны в более высоких уровнях представляют абстрактные особенности, такие как личность. В эксперименте, когда ожидания макак о последовательности лиц были нарушены, ошибки прогнозирования проявились на низших уровнях обработки:
 «Было интересно находить ошибки в предсказаниях и конкретное содержание предсказаний в этой системе», — сказал ведущий автор исследования Каспар Швидрзик из Европейского института нейробиологии в Геттингене, Германия.
Однако критики утверждают, что эти результаты подтверждают лишь совместимость прогнозирующего кодирования с наблюдаемыми данными, но не обязательно доказывают его исключительность. Альтернативные механизмы обработки информации также могут объяснять некоторые из этих эффектов.
Исследователь Лючия Меллони из Института эмпирической эстетики Макса Планка во Франкфурте отмечает, что её группа обнаруживает данные у людей, которые также могут быть интерпретированы как ошибки прогнозирования:
«Мы начинаем видеть результаты, совместимые с объяснением ошибки прогнозирования в нейронных данных».
Таким образом, хотя прогнозирующее кодирование остаётся одной из ведущих теорий нейробиологии восприятия, оно продолжает требовать дальнейших экспериментальных доказательств и сравнений с альтернативными подходами.